# Candidose
 Mise en garde médicale
Une candidose est une infection fongique causée par des levures du genre Candida. Le terme peut désigner tout une gamme de manifestations pathologiques ayant pour facteurs ces champignons levuriformes. C'est l'une des principales infections fongiques humaines dans le monde.
Candida albicans (responsable du « muguet blanc »), l'espèce la plus fréquente, fait partie de la flore habituelle de l'oropharynx ou du tube digestif, et peut aussi être présent en faible quantité dans la flore vaginale normale.

## Candidoses cutanéomuqueuses

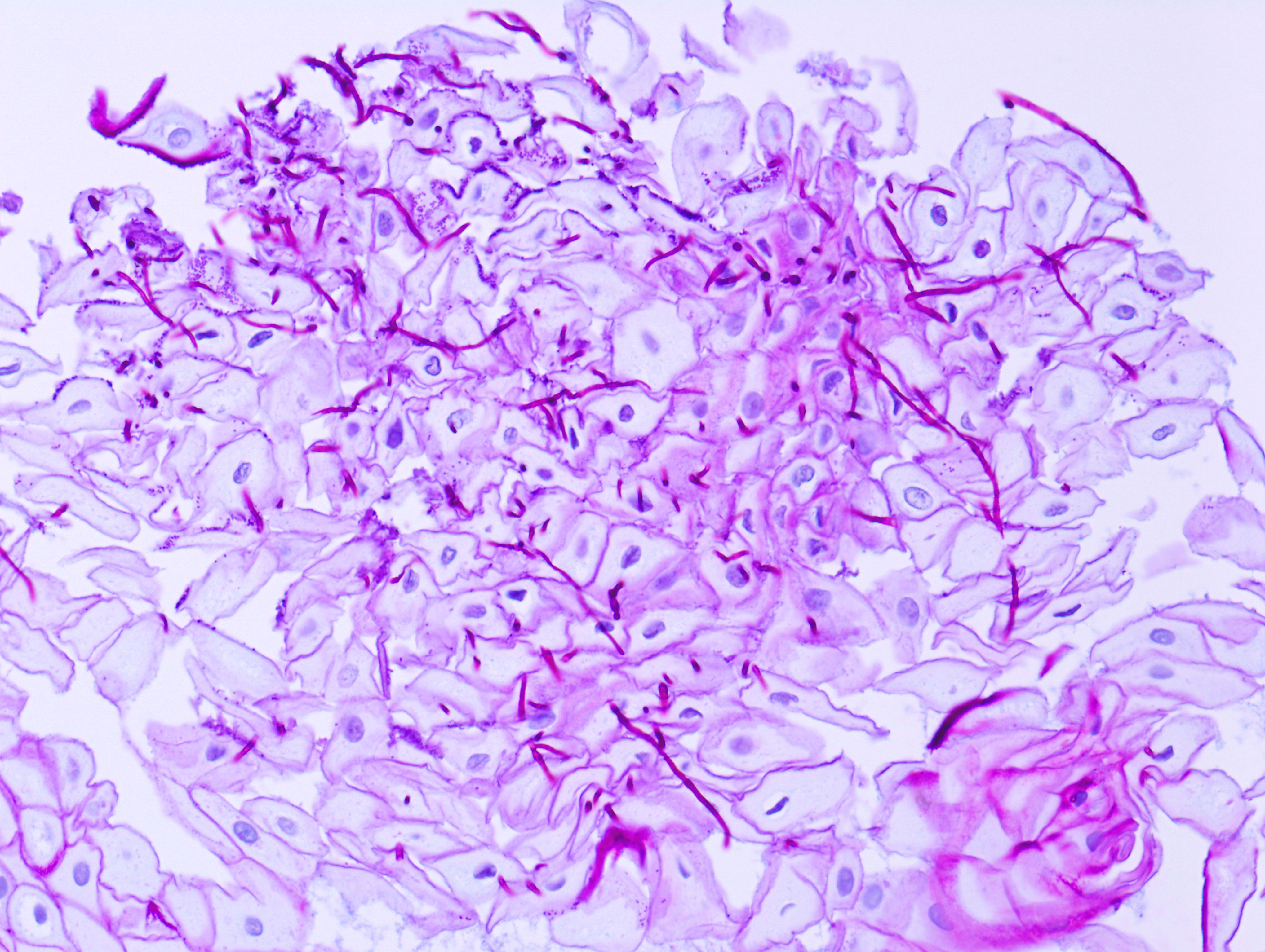
Observation au microscope d'une candidose de la muqueuse œsophagienne (coloration PAS).

La chaleur et l'humidité sont responsables de candidoses locales, souvent au niveau des plis cutanés, entraînant rougeurs, douleurs, et prurit grands plis (aines, fessier, aisselles), petits plis (orteils), et perlèches (commissures des lèvres).
D'autres muqueuses peuvent être atteintes : muqueuse anale (anite) et muqueuse génitale. Chez la femme, on se trouve en présence d'une vulvovaginite avec prurit, leucorrhées blanchâtres, dyspareunie, œdème vulvovaginal. Si les récidives se succèdent, il faut rechercher un facteur favorisant local (Voir l'article Vaginite candidosique) : une colonisation digestive, un diabète sucré, une infection par VIH et une recontamination par le partenaire non traité.
Chez l'homme, l'infection est le plus souvent asymptomatique, mais peut se présenter sous la forme d'une urétrite parfois associée à une balanite.
L'anémie ferriprive peut causer des altérations de la muqueuse buccale : une candidose orale (se traduisant par une langue avec un revêtement blanc),,, une perlèche ou chéilite angulaire (lésion de la commissure des lèvres).

## Candidose oro-pharyngée
L'hyposialie en est le principal facteur de risque. Elle s'associe cliniquement à des douleurs, une dysphagie et un goût métallique dans la bouche.

### Candidose pseudo-membraneuse (muguet)
C'est la forme la plus courante, elle commence par un érythème de la langue puis apparaissent des lésions blanches et jaunâtres inflammatoires et confluentes. Viennent couramment s'ajouter aux signes précédents une xérostomie et une sensation de cuisson de la bouche. Il arrive parfois que cette forme soit purement érythémateuse.

### Candidose érythémateuse atrophique
Complication surtout observée chez les patients séropositifs au VIH et les porteurs de prothèse dentaire. Des lésions éparses apparaissent y compris sur le palais et le dos de la langue. S'ensuit une dépapillation laissant une langue luisante et érythémateuse.

### Candidose hyperplasique (pseudo-tumorale)
Elle se manifeste par des plaques hyperkératosiques et bourgeonnantes qui adhérent volontiers à la langue et la muqueuse jugale. Cette forme semble plutôt liée à la consommation tabagique et entraînerait un surrisque de transformation maligne.

Les langues noires et villeuses ne sont le plus souvent pas des candidoses. La première cause à évoquer est une origine iatrogène.

## Candidose œsophagienne
La candidose œsophagienne peut entraîner une inflammation aiguë et une ulcération de la muqueuse œsophagienne. Elle est majoritairement présente dans le cadre de l'infection à VIH.

## Candidoses systémiques
Les candidoses systémiques sont rares mais graves, avec un pourcentage de décès avoisinant les 50 %. Il s'agit des manifestations les plus graves des Candida. Ils correspondent soit à une septicémie à Candida, soit à un foyer candidosique profond. Les facteurs favorisants sont : les cathéters intraveineux pour nutrition parentérale, l'ulcération des muqueuses, les interventions chirurgicales digestives, l'antibiothérapie massive, les patients de réanimation et grands brûlés.
Elle est une complication surveillée car insidieuse par sa forme endogène, dans les pathologies auto-immunologiques dont elle est la complication la plus mortelle (AVC, Péricardite bactérienne, Méningite), et source de cécité : Kératite mycosique du diabète de type 2, des arthrites ankylosantes (pour ce dernier cas, l'usage de AINS en plus de l'immunodépression la rendent fulminante).
La septicémie à Candida, autrefois considérée comme manifestation très rare de l'action pathogène de la levure, occupe actuellement une place de premier plan du fait de son caractère nouvellement acquis de maladie iatrogène. Elle apparaît en effet avec une fréquence croissante chez les malades hospitalisés dans les services d'assistance respiratoire, d'hématologie et de chirurgie où, par son taux de mortalité, elle prive la moitié de ceux qu'elle atteint du bénéfice de leur cure.

### Biologie
Les Candida responsables sont non seulement Candida albicans (70 % des septicémies à fungi), mais aussi plusieurs autres espèces qui étaient considérées jusqu'à présent comme inoffensives : Candida parapsilosis est actuellement considéré comme une cause significative de septicémies et d'infections de tissus chez des patients immuno-compromis tandis que les Candida tropicalis, Candida krusei et Candida guillermondii entraînent rarement de réels problèmes chez l'homme. Actuellement, des levures non candidosiques peuvent être responsables de telles septicémies : Torulopsis glabrata en particulier est considéré comme étant une mycose opportuniste hautement pathogène du tractus urogénital et du torrent sanguin (10 % des septicémies fongiques).
La septicémie peut être d'origine endogène ou exogène :
- endogène lorsque les Candida commensaux ou déjà faiblement pathogènes (muguet buccal, onyxis, etc.) ont une virulence exacerbée, leur porteur étant soumis à une antibiothérapie massive, à des immunosuppresseurs au long cours (traitement oncologique par exemple) ou souffrant d'une sévère neutropénie ;
- exogène quand les levures en cause sont introduites dans l'organisme fragilisé par les canules ou cathéters de perfusion maintenus à demeure.

Dans les deux cas, le résultat est une septicémie classique non pathognomonique aboutissant parfois à des localisations endocarditiques de pronostic fatal à l'heure actuelle quelle que soit la thérapeutique utilisée.

### Diagnostic

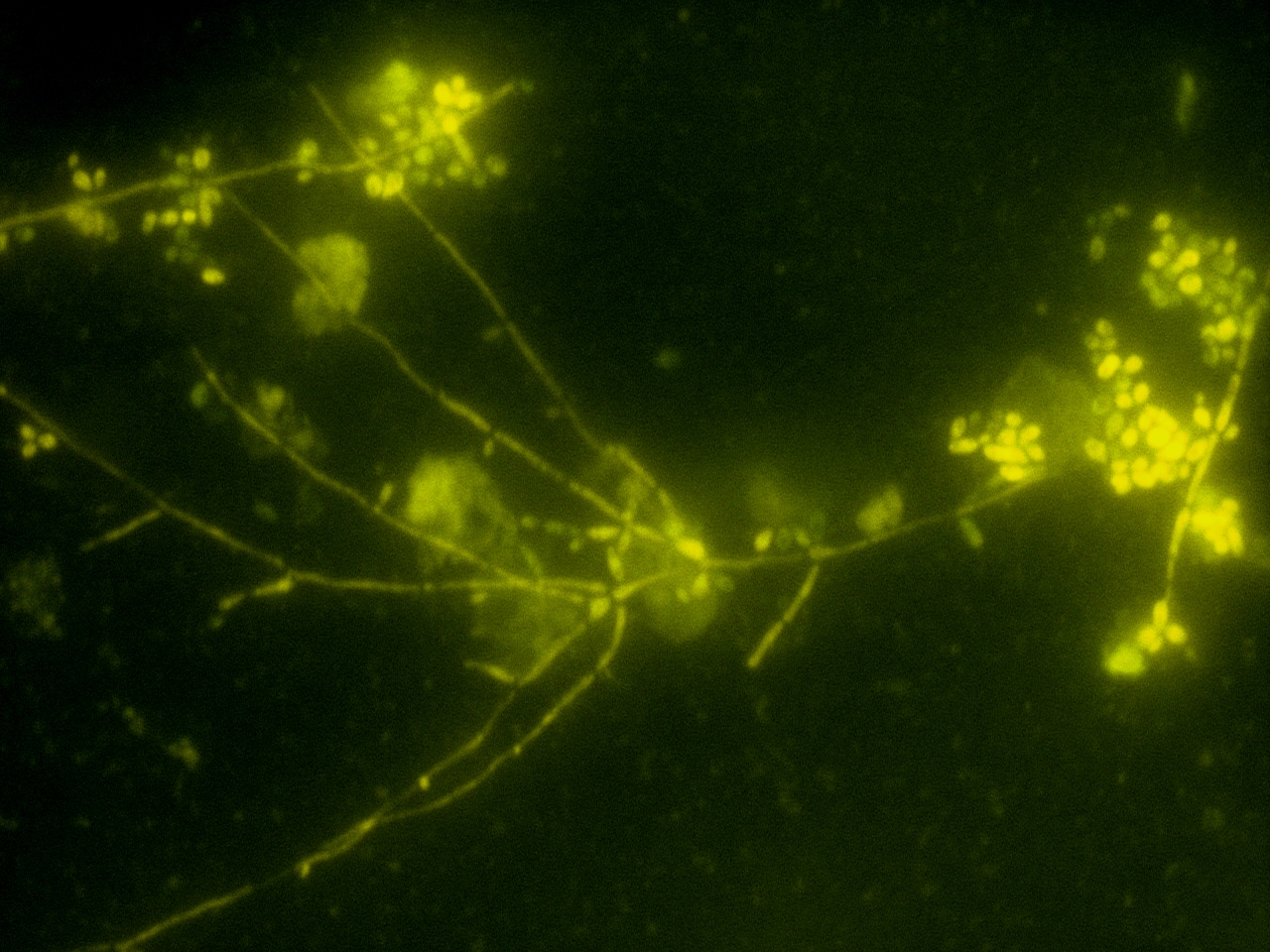
Image au microscope d'une hémoculture positive pour Candida albicans.

Il repose sur la recherche et l'isolement de la levure sur des prélèvements, soit tissulaires, soit de sites habituellement stériles : cela signifie qu'un prélèvement sanguin se positivant a une valeur diagnostique, à l'inverse, la présence de Candida sp. dans les sécrétions provenant des voies aériennes inférieures, y compris le lavage broncho-alvéolaire, n’a pas de valeur diagnostique. Les prélèvements doivent être répétés jusqu'à leur positivité.
Les hémocultures sur flacons modernes sont positives dans 50 % des candidoses systémiques, mais la présence de la levure dans le sang suffit au diagnostic.
L'immunofluorescence indirecte, pratiquée avec la levure isolée et pour C. albicans, sur des souches de référence, permettra de séparer une simple levurémie des septicémies vraies, et de typer le Candida (sérotype A ou B).

### Traitement
La prise en charge des candidoses systémiques a fait l'objet de la publication de recommandations. Celles de l' « Infectious Diseases Society of America » datent de 2016, celles de l'« European Society for Clinical Microbiology and Infectious Diseases » de 2012.
Tous les foyers détectés doivent être traités simultanément afin d’éviter les récidives. Le traitement des candidoses est le plus souvent local par application d'un antifongique (Amphotéricine B ou le Fluconazole), les candidémies nécessitent dans un premier temps de changer les cathéters (parfois source de l'infection s'ils sont présents) ainsi que l’utilisation d’un antifongique systémique (Echinocandines en IV avec dose de charge de 70 mg le 1er jour, puis 50 mg les jours suivants pendant 10 jours. Au-delà, on complète par du Fluconazole, si toutefois l'espèce Candida en question est sensible à ce traitement). La décision thérapeutique doit tenir compte de la localisation, des conditions de terrain, parfois de l’ancienneté et du caractère récidivant des lésions.
Si une anémie est présente, la correction de l'anémie en plus d'antifongique améliore la candidose.

## Candidose chronique
En 2005 une publication note que des théories pseudoscientifiques se sont développées autour des candidoses. Selon ces théories, une personne sur trois serait affectée par une maladie liée aux Candida et développerait une condition appelée « hypersensibilité à la candidose ». Certaines entreprises vendent des compléments alimentaires supposés remédier à cet état d'hypersensibilité. Un certain nombre d'entre elles ont été poursuivies en justice,. En 1990 aux États-Unis, l'entreprise Nature's Way signe un accord de consentement auprès de la Commission fédérale du commerce prévoyant de ne pas faire des déclarations erronées dans des publicités pour des tests d’auto-diagnostic de contamination aux levures et concernant des aliments et suppléments visant à contrôler les populations de levures. L'accord était assorti d'une amende de 30 000 $ payable aux National Institutes of Health pour le financement de la recherche sur la candidose.